# Eckersprung
Koordinaten: 51° 47′ 18″ N, 10° 35′ 10″ O
Der Eckersprung ist die Quelle der Ecker unmittelbar an der Grenze zwischen Niedersachsen und Sachsen-Anhalt im Nationalpark Harz am Ostrand des Brockenfelds auf etwa 850 m ü. NHN. Die Quelle liegt westlich vom 1033,5 m hohen Gipfel des Königsbergs, einer Nebenkuppe des gelegenen Brocken, und etwa einem Kilometer südsüdöstlich des niedersächsischen Quitschenbergs, der 881,5 m hoch ist.
Der Quellbach der Ecker fließt in einem recht steilen und felsigen Bett den nördlichen Harzrand hinunter und nimmt aus den Mooren des Brockengebiets eine Vielzahl von kleineren Bächen auf.
Oberhalb des Eckersprungs befindet sich eine Schutzhütte als Rastplatz am Goetheweg vom Torfhaus zum Brocken. Diese Stempelstelle ist als Stempelstelle 136 in das System zum Erhalt des Harzer Wandernadel einbezogen.
Vom 16. bis zum 18. Jahrhundert war der Grenzverlauf in der Nähe des Eckersprung umstritten. Hier grenzte der Communionharz an die Grafschaft Wernigerode. Beide Seiten waren darin einig, dass die Ecker die Grenze bestimme, allein über den Ursprung und Gang derselben war man über mehrere Jahrhunderte verschiedener Meinung. Der Eckersprung wurde von heute niedersächsischer Seite als Quelle des Königsbaches bezeichnet und behauptet, die Ecker würde weiter nordöstlich am Brocken entspringen, dort, wo sich heute die Quelle des Königsbaches befindet. Es kam zu mehreren langwierigen Gerichtsprozessen, darunter auch vor dem Reichskammergericht. Mehrere Grenzkommissionen wurden eingesetzt, um den Verlauf der Ecker und somit auch der Grenze endgültig festzulegen. Dennoch konnte keine Einigung erzielt werden, wodurch die umstrittene Gegend den Namen Streitort erhielt. 
Im Jahre 1720 fand eine erneute Untersuchung der Grenze statt, wobei es fünf Jahre später, 1725 zu einer Konferenz in Goslar kam. Nach erneutem heftigen Streit einigte man sich  auf folgenden Vorschlag: Das strittige Gebiet und das dortige Holz sollten durch eine Linie in zwei Teile ab der Mündung von Ecker bzw. Königsbach geteilt werden. Das strittige Gebiet wurde also geteilt und an der Trennungslinie im Jahre 1750 neue Grenzpfähle gesetzt. Dieser Grenzverlauf galt bis nach dem Zweiten Weltkrieg.